# Raimundo de Borgoña
Raimundo de Borgoña (Besanzón, 1070-Grajal de Campos, 20 de septiembre de 1107) fue un noble franco-borgoñón que introdujo la dinastía de Borgoña en los reinos de León y de Castilla al haberse casado con la hija primogénita del rey Alfonso VI, la infanta y después reina Urraca I de León, de cuyo matrimonio ambos serían padres de Alfonso VII  el Emperador.
Dirigió la repoblación de varias ciudades, lo que le hizo teniente de autoridad en varias plazas y gobernó Galicia. Su poder superaba al de otros magnates leoneses y se desprende de la documentación medieval que bajo su mandato «Galicia pareció constituirse en un verdadero principado feudal, similar a los que podían observarse en el resto del conjunto de la Cristiandad europea». No llegó a ser rey consorte al fallecer antes que su esposa Urraca fuese proclamada reina.

## Biografía

### Primeros años y llegada al reino de León
Nacido en la ciudad de Besanzón del condado de Borgoña, Raimundo fue el tercer hijo del conde palatino Guillermo I y de Estefanía, primo hermano de Enrique de Borgoña y sobrino de la reina consorte Constanza por su matrimonio con el rey Alfonso VI. Uno de sus hermanos fue el papa Calixto II.
Hacia 1090 Alfonso VI de León, acordó recompensar a los diferentes líderes extranjeros que le habían apoyado en diversas campañas militares desposándolos con varias de sus hijas y cediéndoles el gobierno feudal de varios territorios y así Raimundo de Borgoña quedó casado con Urraca, hija legítima del rey, y encargado del gobierno de Galicia con el título de conde de Galicia, siendo designado también en la línea sucesoria. Por su parte, Enrique de Borgoña se casó con la media hermana de Urraca, Teresa quien recibió en dote las tierras ganadas en Portugal con el título de Condado Portucalense, que declarado vasallo del rey de Castilla, accedería a sus cortes. El hijo de estos, Alfonso Henríquez, lograría por las armas ser proclamado el primer rey de Portugal.
Existe controversia sobre la fecha en que llegó al reino leonés después que el rey Alfonso VI pidiese ayuda en 1087 tras la derrota de las tropas cristianas en la batalla de Sagrajas en 1086 en manos de los almorávides. Se ha supuesto que vendría acompañando al duque Eudes I de Borgoña, marido de su hermana Sibila. La primera mención fidedigna de la presencia del conde Raimundo en el reino consta en un documento de 1092 en los archivos de la Catedral de Burgos y expedido en Nájera que está datado por el «rey Alfonso reinando en Toledo, León y Castilla y bajo su autoridad su yerno el conde Raimundo en Galicia».  Años después, en otro documento, el conde confirmó una carta de Sisnando Davídiz del 11 de febrero de 1088 y hace constar que no fue hasta después de la muerte de Sisnando, fallecido en agosto de 1091, que él había recibido el gobierno de dicha tierra. Así, según estos datos, en 1091 y no más tarde de 1092 fue que el conde llegó al reino.

### Matrimonio con la infanta Urraca y gobierno de Galicia

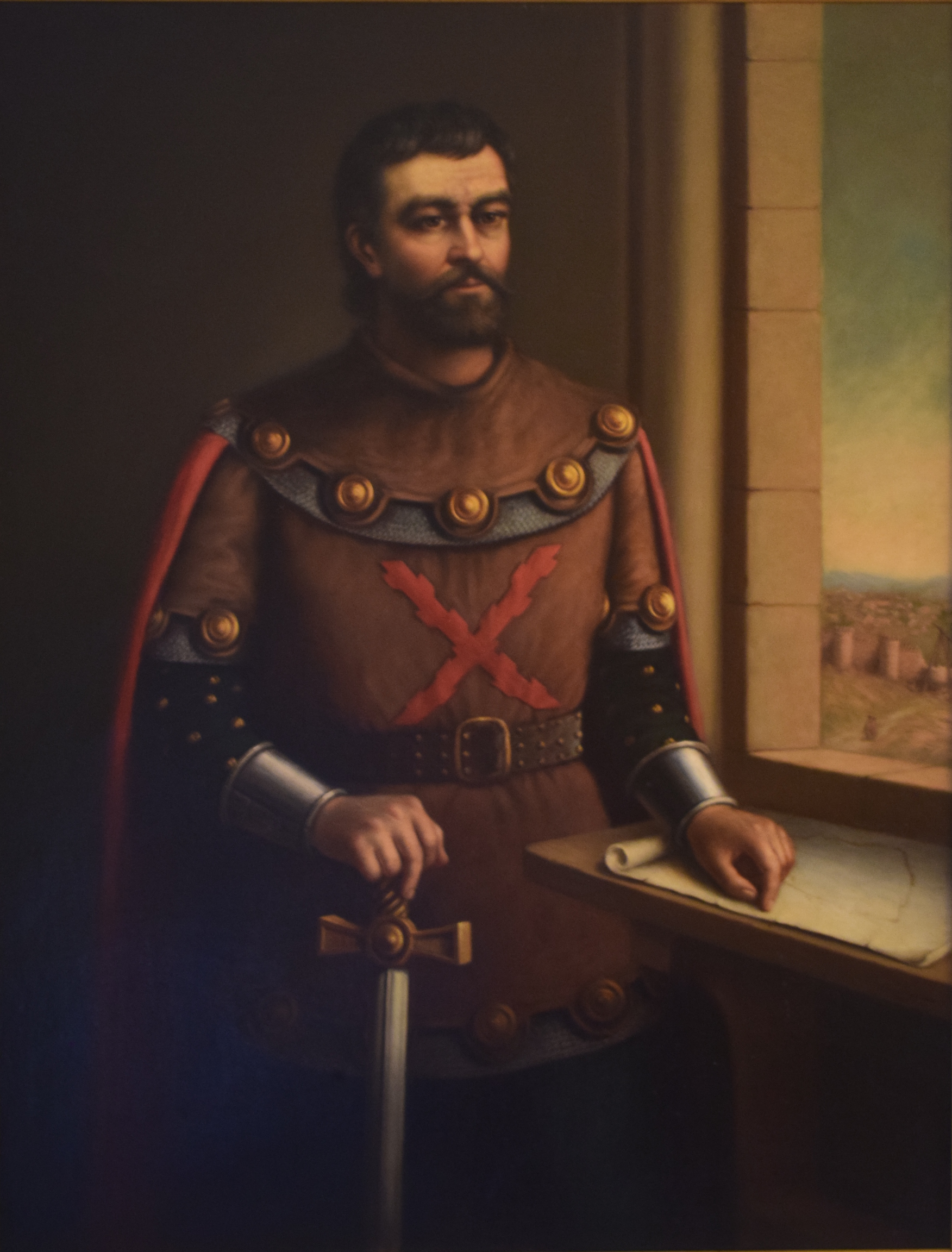
Retrato de Raimundo en el parador nacional que lleva su nombre en Ávila

Entre 1091 y 1092 Raimundo contrajo matrimonio con la infanta Urraca quien tendría entonces unos diez u once años de edad al haber nacido hacia 1080. Después de la muerte en 1090 del rey García de Galicia, Urraca se convirtió en la heredera del trono. Fue desplazada de la línea sucesoria alrededor de 1093 cuando nació el único hijo varón del rey Alfonso VI, el infante Sancho Alfónsez, muerto en la batalla de Uclés en 1108 y fue entonces cuando Urraca se convirtió otra vez en la heredera salvo que el rey tuviese otro hijo varón.
Alrededor de 1091, su suegro le nombró gobernador de «Galicia al norte del Miño y el de Portugal, entre el Miño y Coímbra» y también le encomendó la tarea de dirigir la repoblación de las tierras entre el Duero y la Cordillera Central «con cabecera en Salamanca, Ávila y Segovia». Después de la muerte de la reina Constanza de Borgoña sin haber dado al rey el deseado hijo varón, en 1093 el conde Raimundo se hizo cargo de la defensa de Santarém, Sintra y Lisboa y fue nombrado gobernador de la provincia Gallecie «que comprendía no solo las tierras del actual noroeste peninsular (...) sino también el denominado territorium Portucalense cuyos límites se extendían hasta el curso del Tajo, debido a la incorporación al reino leonés de las plazas de Santarém, Lisboa y Sintra, conquistadas a la Taifa de Badajoz en el año 1092». Ejerció como tenente el gobierno de varias plazas como Zamora, Coria y Grajal de Campos.
Se intitulaba de varias maneras según consta en los diplomas que suscribió, tales como: serenissimus totius Gallecie comes; Gallecorum omnium comes; comes in Galletie; totius Gallecie comes; totius Gallecie senior et dominus; totius Gallecie princeps; totius Gallecie imperator; y en un documento del monasterio de San Martín de Jubia, Regnante rex Adefonsus in Toleto (...) In urbe Gallecia regnante Comite Raimundus con coniuge sua filia Adefonsus rex.
En diciembre de 1094, el rey Alfonso ya había vuelto a casar, esta vez con Berta, que pudo ser «italiana de origen y por lo tanto, alejada del influjo borgoñón».

Todo apunta a que Alfonso VI seguía soñando con el ansiado heredero y buscó en este matrimonio una mayor libertad de movimientos contrapesando la agobiante asfixia en que se había convertido la corriente borgoñona.

### Pacto con su primo el conde Enrique de Borgoña

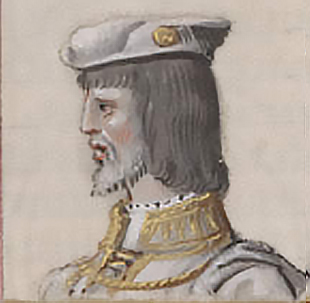
Miniatura que representa al conde Raimundo de Borgoña

Entre el primer trimestre de 1096 y finales de 1097, el conde Raimundo, al ver reducida su influencia en la corte llegó a un acuerdo con su primo Enrique de Borgoña, que aún no había sido nombrado gobernador de Portugal, para repartirse el poder, el tesoro real y para apoyarse mutuamente. Mediante este pacto, que contaba con el visto bueno del pariente de ambos, el abad Hugo de Cluny,  Raimundo «prometía bajo juramento a su primo Enrique entregarle el reino de Toledo y un tercio del tesoro regio cuando muriera Alfonso VI». Si no pudiese entregarle el reino toledano, le entregaría el de Galicia. Enrique, a su vez, se comprometía a ayudar a Raimundo obtener «todos los dominios del rey Alfonso y los dos tercios del tesoro». El rey Alfonso VI parece que tuvo conocimiento de este acuerdo y para contrarrestar la iniciativa de sus dos yernos, nombró a Enrique gobernador de la región que se extendía desde el Miño hasta el Tajo, que hasta la fecha gobernaba el conde Raimundo, y este último vio reducido su poder al gobierno solamente de Galicia.

De este modo los dos primos en vez de aliados se convirtieron en rivales con intereses contrapuestos; su pacto sucesorio saltaba por los aires, y a partir de entonces cada uno de ellos trataría de ganarse el favor de Alfonso.

### Muerte y sepultura

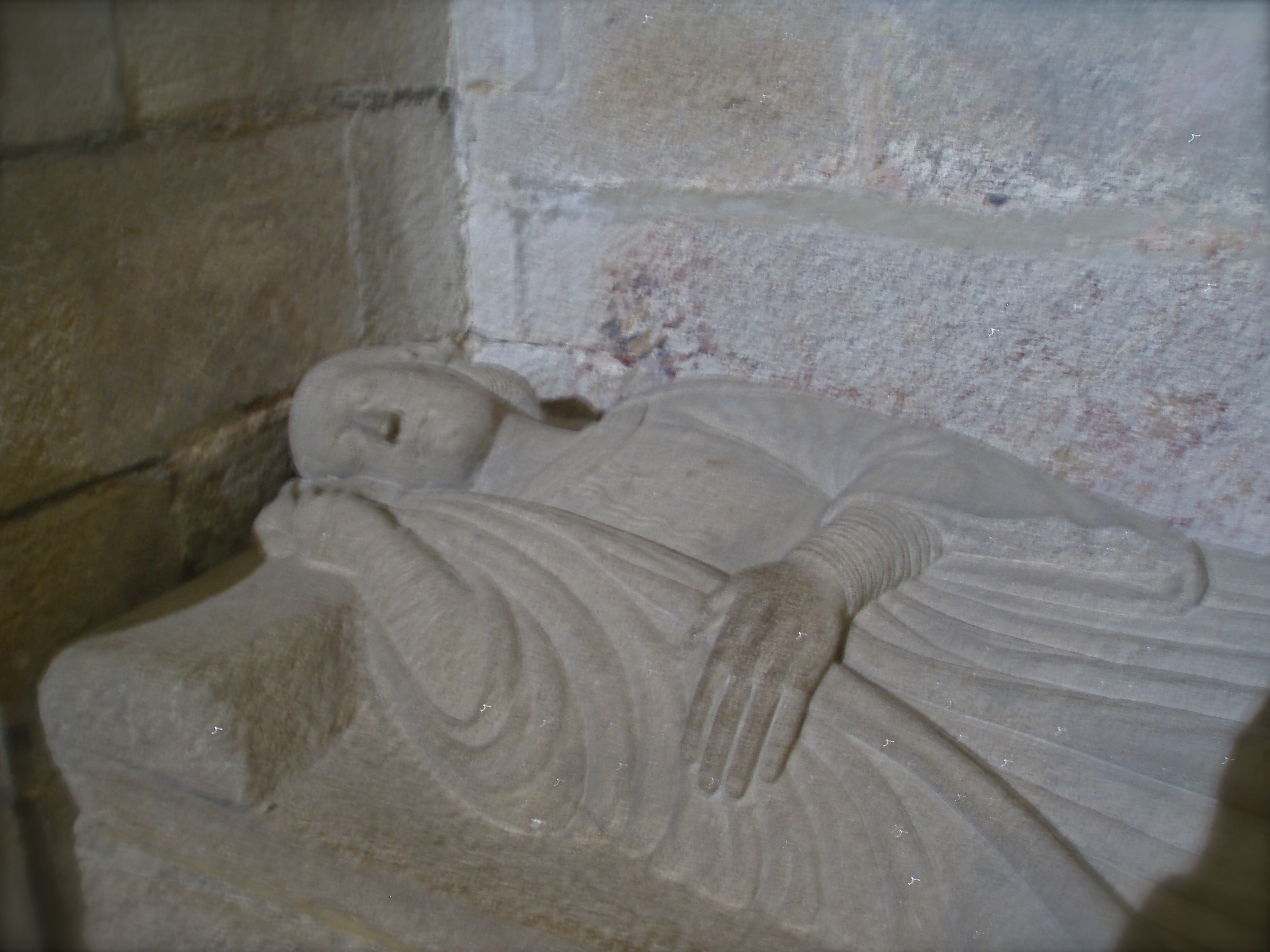
Sepulcro del conde Raimundo de Borgoña (en la Catedral de Santiago de Compostela)

El conde Raimundo parece que no gozaba de mucha salud. A mediados de 1106 se encontraba gravemente enfermo en Zamora, pero se recuperó y en la primavera del año siguiente se encontraba en Santiago de Compostela. En mayo del mismo año, volvió a enfermar estando en Grajal donde recibió la visita de su suegro y falleció el 20 de septiembre de 1107, dos años antes de que su esposa Urraca heredase el reino de León tras la muerte de su padre. Le acompañaron en su lecho de muerte su esposa la infanta Urraca, el rey Alfonso VI, su hermano Guido, arzobispo de Vienna que después fue elegido papa y tomó el nombre de Calixto II, así como sus hijos Sancha y Alfonso que fue llevado ahí desde Galicia por su tutor, el conde Pedro Froilaz.
El obispo Diego Gelmírez trasladó el cadáver del conde Raimundo de Borgoña a Galicia, donde recibió sepultura en la Catedral de Santiago de Compostela. En la actualidad, sus restos mortales reposan en la Capilla de las Reliquias de dicha catedral que hace las veces de Panteón Real, por estar allí sepultados, entre otros, los reyes Fernando II de León, nieto de Raimundo de Borgoña, y Alfonso IX de León, padre del rey Fernando el Santo.

### Descendencia
De su matrimonio con la infanta Urraca, probablemente celebrado en 1091 y no más tarde de 1092, hija del rey Alfonso VI, nacieron dos hijos:
- Sancha Raimúndez (1095/1099-1159). Fue sepultada en el Panteón de Reyes de San Isidoro de León, conservándose en la actualidad su cadáver incorrupto.[17]
- Alfonso (1105-1157) quien sucedió a su madre como Alfonso VII de León y fue sepultado en la Catedral de Toledo.

| Predecesor: Otorgado por Alfonso VI | Conde de Galicia (Junto a Urraca) c. 1095-1107 | Sucesor: Urraca de León |